# Wałerij Lulko
Wałerij Ołeksandrowycz Lulko, ukr. Валерій Олександрович Люлько, ros. Валерий Александрович Люлько, Walerij Aleksandrowicz Lulko (ur. 1 lipca 1940, Ukraińska SRR) – ukraiński piłkarz, grający na pozycji obrońcy, trener piłkarski.

## Kariera piłkarska
W 1962 rozpoczął karierę piłkarską w klubie Dynamo Kirowohrad, który w następnym sezonie zmienił nazwę na Zirka. W latach 1964–1966 występował w klubie Dnipro Krzemieńczuk. W 1967 przeszedł do Sielengi Ułan Ude, ale po roku przeniósł się do Omsku, gdzie bronił barw klubów Nieftiannik Omsk oraz Irtysz Omsk, w którym zakończył karierę piłkarza w roku 1969.

## Kariera trenerska
Po zakończeniu kariery piłkarza rozpoczął pracę szkoleniowca. We wrześniu 1989 został mianowany na stanowisko głównego trenera klubu z Krzemieńczuku, który już nazywał się Kremiń Krzemieńczuk. W 1990 pomagał trenować Kremiń, a w 1991 ponownie stał na czele Kreminia.